# کولش-پوداوتسه
کولش-پوداوتسه (به لهستانی:  Kulesze-Podawce) یک روستا در لهستان است که در گمینا کولشه کوشچیلنه واقع شده‌است.